# 보랏빛 히비스커스
《보랏빛 히비스커스》(영어: Purple Hibiscus)는 치마만다 응고지 아디치에의 2003년 장편소설로, 그녀의 데뷔작이다. 나이지리아의 식민지 지배 역사에 대한 비판이 어린 작품이다.